# 아체 유나이티드 FC
아체 유나이티드 FC(Aceh United Football Club)는 인도네시아 수마트라섬의 아체주 비르엔에 연고를 둔 인도네시아윽 축구 클럽이다.

## 역대 감독
| 감독              | 임기        |
| ----------------- | ----------- |
| 리오넬 샤르보니에 | 2010 ~ 2011 |